# Agraz
Il cognome galiziano Agraz ha origine dalla città di Betanzos, nella Provincia della Coruña, in Spagna. Deriva da un cavaliere di Alfonso II "Il Casto", che, combattendo contro i Mori, li cacciò da La Coruña in una battaglia combattuta in un campo di viti i cui frutti erano acerbi, da cui deriva il nome. I cavalieri di questa stirpe si trasferirono in Castiglia nel 1246 per aiutare Ferdinando III "Il Santo" nella conquista di Jaén, dove fondarono un altro casato. Attualmente, il cognome Agraz è diffuso principalmente in Spagna, Messico e Argentina.

## Stemma
In un campo dorato, due grappoli d'uva acerbi pendono da una vite con il loro colore naturale.

## Opere genealogiche del cognome Agraz
Lo scrittore Gabriel Agraz García de Alba ha scritto un'ampia opera sulla famiglia Agraz di Tecolotlán, Jalisco, Messico . Il titolo è "Un linaje de San Agustín de Tecolotlán: Los Agraz", pubblicato nel 1957. Risale all'inizio del XVIII secolo, con il matrimonio di Don José Tadeo de Agraz e Doña Andrea de Contreras de Araiza. Il libro segue dettagliatamente ciascuno dei loro discendenti, fino alla generazione attuale.

## Agraz di Sicilia
Famiglia si origine spagnola, venne portata in Sicilia da un certo Alfonso, reggente e presidente del tribunale del real patrimonio col titolo titolo di Marchese di Laguna.

### Esponenti illustri
- Antonio Agraz (1640-1672), letterato[3]
- Francesco Agraz, primo duca di Castelluzzo nel 1787